# 玉藻町
玉藻町（たまもちょう）は、香川県高松市中心部の町丁。郵便番号は760-0030。全域が住居表示に関する法律に基づく住居表示実施地区である。史跡高松城跡玉藻公園がある。

## 地理
高松市役所より1.1km、高松市中心部の都心北端に位置し、北は高松港、東はフェリー通り、西はことでん琴平線の鉄道敷、南は瀬戸大橋通りによって区切られている。史跡高松城跡玉藻公園が多くの面積を占め、北には水城通り（国道30号）や四国フェリー乗り場をはじめとした港湾施設、東には香川県県民ホールや香川県立ミュージアム、旧市立城内中学校といった大規模施設が立地しているため、民有地はフェリー通り沿いのごく僅かとなっている。
2010年国勢調査による人口は48人（男27人/女21人）、世帯数は33世帯、面積は18万5435.8m2、人口密度は258.8人/km2。公立小学校・中学校の校区は全域が新番丁小学校・紫雲中学校に属している。
町内における都市計画法に基づく用途地域は、全域が容積率400%の商業地域である。
埋め立て地である水城通り沿いを除いて、大部分が高松城の旧曲輪内にある。その後、本丸、二の丸、三の丸、北の丸、桜の馬場の東部については高松市玉藻公園として保存・整備されたが、東の丸部分には香川県県民ホールや香川県立ミュージアム、市立城内中学校などが建てられて周辺の市街地と同化し、史跡の対象とはなっていない。

## 歴史
町名の由来は、元々の町域が玉藻浦（）と呼ばれる高松城北側地先を埋め立てて新設された町であることによる。
元々高松城は海城と称されることからもわかるように、北側は直接瀬戸内海に面していた。それが明治に入ると、1897年（明治30年）〜1900年（明治33年）の第一次高松築港拡張工事によって一部が、1901年（明治34年）〜1904年（明治37年）の第二次高松築港拡張工事によって城の北側が全て埋め立てられる。その埋め立てによって新たに出来た土地は当初、内町及び新湊町一丁目の各一部であったが、1906年（明治39年）6月に同域を以って玉藻町が新設された。
1922年（大正11年）〜1928年（昭和3年）にかけて行われた第三次高松築港拡張工事により現・水城通り沿いに県営桟橋や港務所が立地すると、同通り沿いには旅館や待合所、倉庫が立ち並んだ。1930年（昭和5年）には地先の埋め立て地を編入。
1945年（昭和20年）7月4日未明にはアメリカ軍による無差別絨毯爆撃「高松空襲」を受け、高松城内の旧国宝・桜御門が焼失するなどの被害を受けたが、壊滅的被害を受けた他町とは異なり、当町の場合は海岸沿いに位置していたこともあって他の被害は少なかった。
当初は明治以降の埋め立て地のみを町域としていたが、1958年（昭和33年）に一部が寿町一丁目〜二丁目、新湊町及び北浜町へ編入され、逆に内町の北側部分並びに新湊町一丁目〜四丁目及び本町の各一部を編入した結果大幅に町域が広がった。さらにその後、1969年（昭和44年）には北浜町、本町及び寿町一丁目〜二丁目の各一部を編入している。

## 主要施設
掲載順は住居表示による街区符号・住居番号順
- 史跡高松城跡玉藻公園
- ことでん高松築港駅[注 2]
- 玉藻町公共広場
- 松平公益会
- 香川県立ミュージアム
- 高松市立城内中学校[注 3]
- 香川県県民ホール
- 高松港港務所[注 1]
- 四国フェリー宇野行のりば
- 香川県玉藻町駐車場
- 高松港第2浮桟橋